# Ora Avital
Ora Avital (* 1960 in Rechovot (Israel)) ist eine israelische bildende Künstlerin. Seit 1993 lebt und arbeitet sie in Deutschland.

## Leben und Werk
Ora Avital studierte von 1984 bis 1988 an der Bezalel Academy of Arts and Design in Jerusalem. Darauf folgten Lehraufträge, unter anderem von 1989 bis 1991 am Holon Institute of Technology als Dozentin für außerschulische Studien im Bereich Malerei und Zeichnung. Ora Avital zog 1993 nach Düsseldorf, wo sie bis 1998 lebte und als freischaffende Künstlerin arbeitete. Seitdem wohnt sie in Mönchengladbach. 
Avital nahm an zahlreichen Ausstellungen und Kunstprojekten im In- und Ausland teil, unter anderem im Museum Kunstpalast und im Frauenmuseum Bonn. Der Schwerpunkt ihrer Arbeit liegt in der Malerei, Rauminstallation und Plastik. Neben ihrer Tätigkeit als freiberufliche Künstlerin betreibt sie seit 2011 eine private Kunstschule in Mönchengladbach und leitet auch Workshops im städtischen Museum Abteiberg. Ora Avital ist Mitglied des c/o-Kunstvereins in Mönchengladbach.

## Ausstellungen

### Einzelausstellungen (Auswahl)
- 2001: kjubh Kunstverein Köln – Ora Avital
- 2001:  Roter Pavillon Bad Doberan – Ora Avital
- 2001: Haus Westland – the cultural office
- 2002: Museumsgarten Grevenbroich – Waterflower (Permanente Skulptur im öffentlichen Raum)
- 2004: Altes Museum Mönchengladbach – Metasprache (mit Beate Selzer)
- 2006: EUREGIO-Haus Mönchengladbach – Farbräume (mit Willebrord de Winter)
- 2007: St. Mariä Himmelfahrt (Gladbach) – Schleier (mit Beate Selzer)
- 2009: Atelier Sophienstraße Mönchengladbach – In der Ferne Weite (mit Petra Albrand)
- 2009: NEW AG Linie Kunst – We’ve got to get in to get out
- 2009: Villa 1912 Kröpelin – Baltic Landscapes
- 2011: Haus Spiess, Kultur GmbH der Stadt Erkelenz – merry go round[2]
- 2014: EA71 – The Sign of Time
- 2016: Atelier Ora Avital – ZEITBYSIDE (mit Sven Kierst)
- 2017: JEANS.KULT.BROCKE. – Kult trifft Kultur
- 2017: EA71 – Die Magie des Moments
- 2018: EA71 – IN-TO-IT[3]
- 2019: EA71 – Draht suchen[4]

### Gruppenausstellungen (Auswahl)
- 1994: Museum Kunstpalast – Große Kunstausstellung NRW (Katalog)
- 1995: Goethe-Institut und OXY-Gallery Osaka, Japan  – Art for Kobe
- 1996: Museum Kunstpalast – Große Kunstausstellung NRW (Katalog)
- 1997: Künstlerhaus Dortmund – D.O.K.U.
- 1998: Concept: B Düsseldorf – Hinter verschloßenen Türen
- 1998: Donji Milanovac, Serbien – Die Reise in das gelobte Land (Internationales Kunstsymposium)
- 1998: Temporäre Galerie, Stadt Mönchengladbach – EINFLUSS (Internationales Kunstsymposium)
- 1999: Museum Schloss Rheydt – Kunst c/o Mönchengladbach (Katalog)
- 2000: kjubh Kunstverein Köln – small sized mixed
- 2000: Interventionen im öffentlichen Raum Mönchengladbach – SEHSTÖRUNGEN (Katalog)
- 2002: Frauenmuseum Bonn und Galerie Münsterland e. V. Emsdetten – Ambivalenzen (Katalog)
- 2002: Kunstverein Region Heinsberg – Meistbietend (Ausstellung und Kunstauktion)
- 2003: Altes Museum Mönchengladbach – concerning mg - Kunst c/o Mönchengladbach
- 2003: Kunstverein Region Heinsberg – Meistbietend (Ausstellung und Kunstauktion)
- 2004: Galerie Phoebus Rotterdam – Ladenkastproject
- 2004: Altes Museum Mönchengladbach – concerning mg - Kunst c/o Mönchengladbach
- 2004: Kunstverein Region Heinsberg – Meistbietend (Ausstellung und Kunstauktion)
- 2005: Kunstverein Region Heinsberg – Meistbietend (Ausstellung und Kunstauktion)
- 2006: Altes Museum Mönchengladbach – concerning mg - Kunst c/o Mönchengladbach
- 2007: Altes Museum Mönchengladbach – L.A.C.K.
- 2007: Altes Museum Mönchengladbach – connected
- 2007: arteversum Düsseldorf – 24|7 – Die 24 Stunden des Tages (Katalog)
- 2008: arteversum Düsseldorf – Peter Royen sieht rot (Peter Royen und Freunde)
- 2008: St. Mariä Himmelfahrt (Gladbach) – Triptychon
- 2008: Mönchengladbach – Haltestelle: kunst X
- 2011: Fördermaschinengebäude des Bergwerkes Rheinpreussen IV Moers – Dialog_Schacht (Katalog)
- 2012: Villa 1912 Kröpelin – connected – verbunden
- 2013: Adenauerplatz Mönchengladbach – 150 Jahre Gründerzeitviertelfest
- 2013: St. Mariä Himmelfahrt (Gladbach) – 3x3 – Schrift, Weg, Licht (Katalog)[5]